# Letrouitia
Letrouítia (летруи́ция) — род лихенизированных грибов-аскомицетов, относящийся к порядку Телосхистовые (Teloschistales), в пределах которого выделен в монотипное семейство Letrouitiaceae.

## Описание
Слоевище накипное, поверхностное, широко разрастающееся, тонкое, гладкое или бородавчатое, светло-жёлтых, оливково-серых, зеленовато-жёлтых, оранжево-жёлтых тонов, содержит антрахиноны, окрашивающие слоевище в фиолетовый цвет при контакте с 10 % KOH (K+). Некоторые виды образуют соредии и изидии.
Плодовые тела — апотеции биаторового типа, сидячие, округлые, плоские, слабо вогнутые или едва выпуклые, диск апотеция окрашен в жёлто-оранжевые, тёмно-оранжевые, красно-коричневые, фиолетово-коричневые, черноватые тона. Слоевищный край обычно отсутствует, эксципул, как правило, развит, обычно бледнее диска, из толстостенных радиально ориентированных гиф. Гифы апотециев часто инкрустированы кристаллами антрахинонов. Эпигимений жёлто-оранжевый до оранжево-коричневого. Гимений неокрашенный, 60—150 мкм толщиной. Гипотеций неокрашенный, желтоватый или коричневатый, 25—65 мкм толщиной.
Аски широкобулавовидной формы, с толстым диффузным внешним слоем, связанным с дополнительной оболочкой в верхней части аска, покрывающей апикальный аппарат. Этот слой отчётливо амилоидный (J+), отчего верхушка аска в растворе иода в йодистом калии видится тёмно-синей.
Парафизы тонкие, септированные, редко ветвящиеся, 1,5—2 мкм шириной, на верхушке иногда едва утолщённые.
Споры по 1—8 в аске, гиалиновые, узкоэллиптические до эллиптических, поперечно-септированные, иногда также с продольными септами, 20—60×8—22 мкм.
Конидиомы — пикниды, образуются не у всех видов. Конидиогенные клетки терминальные и интеркалярные. Конидии палочковидные, около 3×1 мкм.

## Экология и ареал
Эпиксильные лишайники, встречающиеся на коре деревьев, редко на обнажённой древесине.
Род с преимущественно тропическим ареалом, некоторые виды встречаются и в умеренных регионах.

## Номенклатура
Род был выделен в 1982 году австрийским лихенологом Йозефом Хафелльнером и французским лихенологом Андре Бельмером в издании Nova Hedwigia.
Название роду было дано по имени французской учёной-лихенолога Марии-Аньес Летруи-Галину (род. 1931).

## Виды
- Letrouitia aureola (Tuck.) Hafellner & Bellem.
- Letrouitia bifera (Nyl.) Hafellner
- Letrouitia corallina (Müll.Arg.) Hafellner
- Letrouitia coralloidea (Müll.Arg.) Hafellner
- Letrouitia domingensis (Pers.) Hafellner & Bellem.
- Letrouitia flavocrocea (Nyl.) Hafellner & Bellem.
- Letrouitia hafellneri S.Y.Kondr. & Elix
- Letrouitia leprolyta (Nyl.) Hafellner
- Letrouitia leprolytoides S.Y.Kondr. & Elix
- Letrouitia muralis Hafellner
- Letrouitia parabola (Nyl.) R.Sant. & Hafellner
- Letrouitia sayeri (Müll.Arg.) Elix
- Letrouitia transgressa (Malme) Hafellner & Bellem.
- Letrouitia vulpina (Tuck.) Hafellner & Bellem.